# Табір військовополонених НКВС у Фридрихівці
Табір військовополонених НКВС у Фридрихівці (пол. Obóz jeniecki NKWD we Frydrychówce) — пересильний табір військовополонених Наркомату внутрішніх справ СРСР для утримання польських полонених т. зв. «першої групи». Містився у селі Фридрихівка на лівому березі Збруча (тепер це частина Волочиська), біля залізниці Тернопіль—Хмельницький. Діяв із 20 вересня 1939 по лютий 1940 р. Був тимчасовим табором для польських бранців, захоплених після радянського вторгнення у Польщу 17 вересня 1939 року. Ймовірно, частина в'язнів утримувалася в казармах Волочиська.
У Фридрихівці до моменту розподілу утримуваних по відповідних таборах налічувалося близько 5000 польських військовиків, головним чином офіцерів польської армії. Значна їх частина утримувалася просто неба. Тільки через місяць їх почали розсилати по належних таборах військовополонених У лютому 1940 року завершено «розвантаження» табору, офіцерів було вислано в Козельський і Старобільський табори, поліціянтів — в Осташковський табір. Решту ув'язнених відправили у Путивльський табір.
Військовополоненим цього табору був, зокрема, капітан Францішек Анджей Кубаля, який 19 листопада 1939 року вже був бранцем Козельського табору, а потім загинув у Катині.